# Finnische Badminton-Mannschaftsmeisterschaft
Finnische Badminton-Mannschaftsmeisterschaften werden seit 1957 ausgetragen. Zwei Jahre zuvor starteten die Einzeltitelkämpfe, ein Jahr zuvor die Juniorentitelkämpfe. Deutlich später, 1990, begannen auch internationale Titelkämpfe.

## Die Titelträger
- 1957 Helsingfors BC
- 1958 Helsingfors BC
- 1959 Helsingfors BC
- 1960 Helsingfors BC
- 1961 Helsingfors BC
- 1962 Helsingfors BC
- 1963 Helsingfors BC
- 1964 Helsingfors BC
- 1965 nicht ausgetragen
- 1966 Helsingfors BC
- 1967 Helsingfors BC
- 1968 Helsingfors BC
- 1969 Helsingfors BC
- 1970 Helsingfors BC
- 1971 Helsingfors BC
- 1972 Helsingfors BC
- 1973 BK Smash Helsinki
- 1974 Helsingfors BC
- 1975 BK Smash Helsinki
- 1976 BK Smash Helsinki
- 1977 BK Smash Helsinki
- 1978 BK Smash Helsinki
- 1979 BK Smash Helsinki
- 1980 Tapion Sulka
- 1981 BK Smash Helsinki
- 1982 BK Smash Helsinki
- 1983 BK Smash Helsinki
- 1984 BK Smash Helsinki
- 1985 BK Smash Helsinki
- 1986 BK Smash Helsinki
- 1987 Tapion Sulka
- 1988 Helsingfors BC
- 1989 Helsingfors BC
- 1990 Helsingfors BC
- 1991 Helsingfors BC
- 1992 Tapion Sulka
- 1993 Helsingfors BC
- 1994 Tapion Sulka
- 1995 Tapion Sulka
- 1996 Helsingfors BC
- 1997 BC Drive Helsinki
- 1998 BC Drive Helsinki
- 1999 Tapion Sulka
- 2000 Tapion Sulka
- 2001 Tapion Sulka
- 2002 Tapion Sulka
- 2003 Tapion Sulka
- 2004 Helsingfors BC
- 2005 Tapion Sulka
- 2006 Tapion Sulka
- 2007 Östersundom IF
- 2008 Östersundom IF
- 2009 Helsingfors BC
- 2010 Östersundom IF
- 2011 Helsingfors BC
- 2012 Espoon Sulkapallo
- 2013 Östersundom IF
- 2014 Helsingfors BC
- 2015 Espoon Sulkapallo
- 2016 Östersundom IF
- 2017 Espoon Sulkapallo
- 2018 Tapion Sulka
- 2019 Badminton United
- 2020 nicht ausgetragen (teilweise auch Badminton United gelistet)
- 2021 Badminton United
- 2022 Helsingfors BC
- 2023 Helsingfors BC
- 2024 Helsingfors BC